# Abel Soria
Abel Soria Gil (Los Cerrillos, Canelones, 26 de enero de 1937 - 4 de setiembre de 2016) fue un payador y escritor uruguayo.

## Biografía

### Inicios artísticos
Desde su niñez participó en las labores del campo desde su condición de hijo de chacrero. De esta forma pasó su infancia y adolescencia en el medio rural.
Cursó estudios de guitarra y también de solfeo con el profesor Humberto Calvetti y de forma autodidacta fue tomando contacto con la retórica y la poética. Se radicó en San José de Mayo hacia 1956, y allí comenzó su educación secundaria y a través de clases particulares impartidas por el maestro Andrés Sellanes de literatura general. Alrededor de ese año inicia su actividad como payador y participa como locutor en las emisiones radiales en el programa “bajo el alero”. Asimismo alternó en otras actividades como mozo de bar y peón de albañil e incluso ingreso como enfermero en el Hospital Nuevo.

### Escritor
Su primer libro de poemas fue editado también en 1956, y tuvo por título “Primeros vuelos”. A partir de ese momento, fue un prolífico escritor, totalizando una treintena de publicaciones, acompañado en algunas de ellas por el también payador Julio Gallego, con quien ha editado varios discos.

### Payador
Fue el miembro más joven en integrarse a la "Cruzada Gaucha", la cual consistió de una serie de espectáculos de payadores que recorrieron Uruguay, y que se realizó por varios años a partir de 1955. En ella participó junto a otros artistas que cultivaron este género, como Washington y Raúl Montañez, Aramís Arellano, Omar Vallejo, Carlos Molina y Héctor Umpiérrez y los argentinos Angel Colovini, Alfredo Santos Bustamante y Constantino Arias, entre otros.
A partir de ese momento continuó brindando espectáculos y giras en el Uruguay, así como también en Argentina, Brasil y Australia.
Entre las distinciones que recibió se encuentra el "Palenque de Oro" en el Festival de Tala, el "Charrúa de Oro" en el Festival de Folklore de Durazno y el premio "Pluma de Oro", del Festival "Por lo nuestro" de Minas.
Muchas de sus payadas han llegado a los discos, habiendo editado alrededor de veinte larga duración, tanto en solitario como acompañado por Julio Gallego.
En la madrugada del 4 de septiembre de 2016 falleció producto de un infarto.

## Discografía
- Abel Soria Interpreta a Abel Soria (Mallarini Producciones 30055. 1965)
- Concierto Galponero (Clave CLP 1052. 1972)
- El Diablo, Las Minifaldas y El Ángel (Clave CLP 1059. 1974)
- Tanga Que Me Hiciste Mal (Clave CLP 1059. 1975)
- El año 77 Tendrá Niños a Rolete (Clave 32-1095. 1977)
- El Mundo De La Picardía Criolla Vol. 2 (Clave 72-35067. 1978)
- Canciones De Risa Adentro (Sondor 44132. 1980)
- El Mundo Está Patinando (Sondor 44192. 1981)
- Abel Soria y Gabino Sosa (Sondor 44213. 1982)
- En Serio (Sondor 44261.1982)
- El Mundo De La Picardía Criolla (Sondor 44288. 1982)
- El Que Ríe Ultimo Ríe Atrasao (Sondor 44321. 1983)
- No Tuvo La Culpa el Chancho (Sondor 44397. 1985)
- Basuritas (Sondor 44515. 1988)
- Reprimendas (Sondor 44708. 1991)
- Rastro (Sondor 44834. 1993)
- Pajueranamente (Sondor 44958. 1995)
- Lo Mejor de Abel Soria y Julio Gallego (Sondor. 1995)